# Deutsche Digitale Bibliothek

Logo

La Deutsche Digitale Bibliothek («Bibliothèque numérique allemande») ou DDB est une bibliothèque virtuelle en langue allemande qui met en réseau 30 000 institutions culturelles et de recherche et vise à les rendre librement accessibles au public via une plate-forme commune. Une version bêta du portail avec, selon ses propres informations, environ 5,6 millions d'objets, a été mise en ligne le 28 novembre 2012. La première version complète a été lancée le 31 mars 2014. L'objectif est d'intégrer la DDB dans Europeana au niveau européen.